# الشع السمعي
الشُّعُّ السَّمْعِيّ أو الإشعاع السمعي هي هياكل موجودة في الدماغ، في المسار القوقعي البطني، وهي جزء من الجهاز السمعي. الشع السمعي ينشأ في النَّواةُ الرُّكْبِيَّةُ الإِنْسِيَّة [الإنجليزية] وينتهي بالقشرة السمعية الأولية (التلافيف الصدغي المستعرض). قد تكون آفات الإشعاع السمعي سببًا للصمم القشري.